# Terremoto della Birmania del 2016
Il terremoto della Birmania è stato un terremoto che si è verificato nella zona centrale della Birmania il 24 agosto 2016.

## Evento sismico
Il terremoto si è verificato alle 17:04, ora locale, con epicentro nella zona centrale della Birmania, a 25 km a ovest di Chauk e nelle vicinanze dell'antica città di Bagan: ha avuto una magnitudo di 6,8 sulla scala Richter, un'intensità del VI grado sulla scala Mercalli e una profondità di 84 km.
Il terremoto ha provocato la morte di quattro persone e diversi danni ai templi e alle stupe di Bagan. La scossa è stata avvertita nella capitale Yangon e in diverse zone dell'India come a Calcutta, della Thailandia come a Bangkok e del Bangladesh come a Dacca.